# Gabriel Baudry d'Asson
Gabriel Baudry d'Asson, né en 1755 et mort le 14 août 1793 à Luçon, est un militaire français et un officier royaliste de la guerre de Vendée.

## Biographie
Gabriel Baudry d'Asson naît en 1755. Il est capitaine d'infanterie sous l'Ancien régime. Il demeure au château de Brachain, près de La Forêt-sur-Sèvre au début de la Révolution française,.
Parmi les auteurs du XIXe siècle, Armand Désiré de La Fontenelle de Vaudoré juge Gabriel Baudry d'Asson « d'un caratère violent et vicieux ». Il rapporte qu'« il était, en 1789, mal vu de la Noblesse et, après avoir dissipé sa fortune, vivait très retiré dans sa terre de Brachain, entre La Châtaigneraie et La Forêt-sur-Sèvre ». Célestin Port le considère quant à lui comme un « excellent officier d'avant-garde, intrépide, mais dur et adonné au vin ».
En 1789, Gabriel Baudry d'Asson se montre d'abord favorable à la Révolution française et soutient les revendications du Tiers état,.
En 1792, il participe à une insurrection paysanne dans le nord-ouest des Deux-Sèvres. Entre le 22 et 24 août, les insurgés tentent de prendre d'assaut la petite ville de Bressuire, mais ils sont repoussés avec de lourdes pertes par les patriotes. Gabriel Baudry d'Asson se réfugie alors dans un souterrain, près de son château de Brachain, dans la commune de Saint-Marsault, où il se cache jusqu'en février 1793,.
En mars 1793, il prend part à l'insurrection vendéenne et rejoint l'Armée du Centre, dirigée par Charles de Royrand. Il participe notamment à la bataille de Pont-Charrault.
Il trouve la mort le 14 août 1793, lors de la troisième bataille de Luçon.
Plusieurs membres de la famille de Baudry d'Asson participent à la guerre de Vendée. Le fils de Gabriel est tué le 9 juin 1793 à la bataille de Saumur. Son cousin, Baudry d'Asson de Puyravault, entre dans l'état-major de Charette et meurt sous la Restauration. Son frère, Esprit Baudry d'Asson, participe quant à lui au conflit comme colonel dans l'armée républicaine.